# Любар Олександр Опанасович
Олександр Опанасович Любар (нар. 5 травня 1940, м. Кривий Ріг Дніпропетровської області, Українська РСР, помер 28 квітня 2006 у Кривому Розі) — український учений-етнопедагог, кандидат педагогічних  наук, професор, декан факультету підготовки вчителів початкових класів (1975—1983 рр.), проректор з навчальної роботи (1983—2005 рр.) Криворізького державного педагогічного інституту/університету, відмінник освіти України, член-кореспондент Міжнародної слов'янської академії освіти ім. Я. А. Коменського. Вивчав малодосліджені питання історії української педагогічної думки, національної освіти й виховання. Активно боровся за відродження й розвиток автентичної української педагогіки та шкільництва на засадах національної педагогічної культури рідного народу, досліджував і пропагував українську народну систему виховання, етнопедагогіку як основу, на якій необхідно будувати нову українську школу.

## Професійна біографія
1965 року закінчив Криворізький державний педагогічний інститут (природничий факультет, спеціальність — учитель біології та хімії) та аспірантуру Дніпропетровського державного університету (1969). 1978 року здобув науковий ступінь кандидата педагогічних наук (дисертація «Наставництво як важливий фактор профорієнтаційної роботи школи та виробництва», Київ, 1977).
- 1967—1968 — заступник директора з навчально-виховної роботи середньої школи № 14 м. Кривого Рогу.
- 1969—1974 — робота в апараті Верхньодніпровського райкому Компартії України.
- 1974—1975 — старший викладач кафедри педагогіки і психології Криворізького державного педагогічного інституту.
- 1975—1979 — старший викладач, в. о. доцента кафедри педагогіки і методики початкового навчання.
- 1975—1983 — декан факультету підготовки вчителів початкових класів.
- 1980—1991 — доцент кафедри педагогіки і методики початкової освіти.
- 1983—2005 — проректор з навчальної роботи.
- 1991—1993 — професор кафедри педагогіки і методики початкового навчання.
- 1993 — завідувач кафедри народознавства та національної педагогічної культури.
- 2004—2005 — професор кафедри психології і педагогічних технологій Криворізького державного педагогічного університету.
- 2005—2006 — завідувач кафедри теорії і практики дошкільного виховання і початкового навчання.

2004 року обраний членом-кореспондентом Міжнародної слов'янської академії освіти ім. Я. А. Коменського. 2004—2006 — науковий співробітник Науково-дослідного інституту українознавства МОН України (за сумісництвом). 2005—2006 — член редколегії наукового часопису «Українознавство» (Київ).
Помер 28 квітня 2006 року. Похований у місті Кривий Ріг.

## Відзнаки й нагороди
- 1970, 1973 — Медаль «За трудову доблесть»
- 1979 – Нагрудний знак Відмінник народної освіти
- 1980 — Медаль А. С. Макаренка
- 1990 — Почесне звання «Заслужений працівник народної освіти УРСР»
- 1999 — Нагрудний знак Відмінник освіти України
- 2000 — Грамота виконкому Криворізької міської Ради)
- 2003 — Нагрудний знак «За заслуги перед містом» ІІІ ст. (відзнака виконкому Криворізької міської Ради)
- 2005 — Грамота за зайняте І місце у V Обласному міжвузівському конкурсі на «Кращі наукові, навчальні, навчально-методичні та художньо-публіцистичні видання»

## Публікації
Автор і співавтор понад 130 наукових і науково-методичних праць, серед них підручники, навчальні посібники, наукові статті у фахових виданнях. Значна кількість праць присвячена дослідженню історії української педагогічної думки, проблемам національної освіти й виховання, психолого-педагогічної підготовки майбутнього вчителя, народної й родинної педагогіки

## Книги
- Любар О. О., Бикова Л. К. Школа і вибір професії: з досвіду педагогічних колективів і громадськості міста Кривого Рогу. [Архівовано 30 листопада 2021 у Wayback Machine.] — К. : Рад. школа, 1977. — 152 с.
- Любар О. О. Педагогічні основи наставництва учнівської молоді. — Кривий Ріг, 1978. — 39 с.
- Любар А. А., Тхоржевский Д. А. Наставничество в воспитании учащихся общеобразовательной школы. [Архівовано 30 листопада 2021 у Wayback Machine.] — К. : Рад. школа, 1982. — 110 с.
- Любар О. О., Тхоржевський Д. О. Педагогічна діяльність виробничих колективів як фактор трудового виховання школярів. — Дніпропетровськ, 1982. — 40 с.
- Любар А. А., Коваленко В. И., Любар И. Г. Воспитание учащихся в процессе общественно полезного труда. — К. : Рад. школа, 1984. — 101 с.
- Любар О. О., Федоренко Д. Т. Український народ про виховання словом і ділом. — Кривий Ріг, 1991.
- Любар О. О. Відбудова національної школи засобами етнопедагогіки. — К., 1992. — 49 с.
- Любар О. О. Надбання історії вітчизняної педагогіки як основа розбудови національної школи і педагогіки України. — Кривий Ріг, 1993. — 25 с.
- Любар О. О. Схеми-рекомендації для самостійного вивчення курсу педагогіки студентами педагогічних навчальних закладів. — Дніпропетровськ: ДДУ, 1984. — 71 с.
- Любар О. О. Із історії освіти на Україні у другій половині XVII та XVIII ст. : лекції з історії педагогіки для пед. ін-тів. — Кривий Ріг: КДПІ, 1990. — 450 с.
- Любар О. О., Федоренко Д. Т. Історія педагогічної думки і освіти в Україні: навч. посібник. Ч. 1 : Дохристиянський період. [Архівовано 31 жовтня 2021 у Wayback Machine.] — К., 1993. — 109 с.
- Любар О. О., Федоренко Д. Т. Історія педагогічної думки і освіти в Україні: навч. посібник. Ч. 2 : Княжа доба. [Архівовано 31 жовтня 2021 у Wayback Machine.] — К., 1994. — 128 с.
- Любар О. О., Федоренко Д. Т. Педагогіка національної школи. — Кривий Ріг, 1994. — 123 с.
- Любар О. О., Федоренко Д. Т. Історія педагогічної думки і освіти в Україні: навч. посіб. для пед. навч. закладів. Ч. 3 : У неволі. [Архівовано 31 жовтня 2021 у Wayback Machine.] — К., 1996. — 103 с.
- Любар О. О., Стельмахович М. Г., Федоренко Д. Т. Історія української педагогіки: навч. посіб. для пед. навч. закладів. — К. : ІЗМН МО України, 1998. — 355 с.
- Любар О. О., Федоренко Д. Т. Історія педагогічної думки і освіти в Україні: навч. посібник. Ч. 4 : Козацька республіка. [Архівовано 31 жовтня 2021 у Wayback Machine.] — К., 1999. — 175 с.
- Любар О. О., Федоренко Д. Т. Історія педагогічної думки і освіти в Україні: навч. посібник. Ч. 5 : В борні. [Архівовано 31 жовтня 2021 у Wayback Machine.] — К., 1999. — 222 с.
- Любар О. О., Стельмахович М. Г., Федоренко Д. Т. Історія української педагогіки [Архівовано 30 листопада 2021 у Wayback Machine.]: навч. посіб. для пед. навч. закладів / за ред. М. Стельмаховича. — К. : ІЗМН МО України, 1999. — 357 с.
- Любар О. О. (упоряд.) Історія української школи й педагогіки в матеріалах та документах: навч. посіб. для студ. ВНЗ / за ред. В. Г. Кременя. — Кривий Ріг: Кривбасавтоматика, 2002. — 645 с.
- Любар О. О., Стельмахович М. Г., Федоренко Д. Т. Історія української школи і педагогіки: навч. посібник. — К. : Знання, 2003. — 450 с.
- Любар О. О. (упоряд.) Історія української школи і педагогіки: хрестоматія / за ред. В. Г. Кременя. — К. : Знання, 2005. — 767 с.

## Біобібліографія
- Постаті Криворізького педагогічного вишу. Любар Олександр Опанасович [Архівовано 3 жовтня 2021 у Wayback Machine.] // Освітньо-інтелектуальний центр Дніпропетровщини (до 85-річчя заснування Криворізького педагогічного інституту  ДВНЗ «Криворізький національний університет»): бібліографічний покажчик / упоряд. О. А. Дікунова. — Кривий Ріг, 2015. — С. 52–53; 101—102; 187.
- Олександр Опанасович Любар — український учений-етнопедагог, дослідник історії національної освіти (до 80-річного ювілею професора, проректора з навчальної роботи (1983—2005 рр.) [Архівовано 3 жовтня 2021 у Wayback Machine.] Криворізького державного педагогічного інституту / університету): біобібліографічний покажчик / Бібліотека Криворізького державного педагогічного університету ; упоряд. О. А. Дікунова, С. О. Кочерга ; бібліогр. ред. О. А. Дікунова ; за ред. Г. М. Віняр. — Кривий Ріг, 2020. — 65 с. (Серія «Пам'яті професорів Криворізького педагогічного». Вип. 6).